# هسوویز
هُسوویز (به مجاری:  Hosszúvíz) یک منطقهٔ مسکونی در مجارستان است که در ناحیه مارتسالی واقع شده‌است. هُسوویز ۷٫۱ کیلومتر مربع مساحت و ۴۶ نفر جمعیت دارد.